# Room girl
『room girl』（ルーム・ガール）は、MEG（meg名義）の1枚目のオリジナル・アルバム。2003年7月9日にワーナーミュージック・ジャパンより発売された。

## 概要
アルバムとしては、前作『mgrmx』以来約4か月ぶりのリリースとなり、自身初となるのオリジナル・アルバム。
CD EXTRA仕様で、「スキャンティブルース」「イケナイコトカイ」「光露」「GROOVE TUBE」のプロモーションビデオが収録されている。 

## 批評
Amazon.co.jpのレビューで、音楽ライター石角友香は「こんなに自分に正直に女のコのかわいいとこもヤラしさも、小賢しいとこも出して、それでも「なんか羨ましい」と思わせる女性アーティストっていただろうか。オドロキの岡村ちゃん＝岡村靖幸との共作シングル「スキャンティブルース」でデビューしてから、自作の「光露」、聖域（？）だったフリッパーズの「GROOVE TUBE」のカヴァーなどを経ての、1stアルバム（それらも収録）。ダルくて甘い声なのに、描かれてる世界が案外、ドライでシビアでアシッドフォーク的な今ドキな手作りサウンドなどが、嫉妬交じりの女の子ファンをさらに増やしそう。タイトルが示すように、部屋で一人遊びできちゃう女の子の強さとちょっとだけの寂しさがのぞくのもいい。」と批評した。
タワーレコードは「レゲエからボッサまで多彩な意匠を着こなした初のアルバム。ミルトン・ナシメントや岡村靖幸、フリッパーズ・ギターのカヴァーもいいが、“ルームガール”“かなわないこと。”の切実なピュアネスに打たれる。」と批評した。

## チャート成績
オリコン週間シングルランキングで初登場87位を獲得した。チャート登場回数は2回。累計3,579枚のセールスを記録した。

## 収録曲
| #         | タイトル                         | 作詞                        | 作曲                                        | 編曲                        | 時間  |
| --------- | -------------------------------- | --------------------------- | ------------------------------------------- | --------------------------- | ----- |
| 1.        | 「Gのバラード」                  | meg                         | 五島良子                                    | 樫原伸彦                    | 5:09  |
| 2.        | 「GROOVE TUBE」                  | DOUBLE KNOCKOUT CORPORATION | DOUBLE KNOCKOUT CORPORATION                 | 樫原伸彦                    | 5:25  |
| 3.        | 「傘としず」(DJ TATSUTA remix)   | meg                         | meg                                         | DJ TATSUTA                  | 6:12  |
| 4.        | 「イケナイコトカイ」(R.D.R. mix) | 岡村靖幸                    | 岡村靖幸                                    | Reggae Disco Rockers        | 5:15  |
| 5.        | 「光露」                         | meg                         | Márcio Borges、Lô Borges、Milton Nascimento | 樫原伸彦                    | 4:25  |
| 6.        | 「key」                          | meg                         | meg                                         | valou                       | 5:01  |
| 7.        | 「スキャンティブルース」         | meg                         | 岡村靖幸                                    | 岡村靖幸、UBARTMAR.com、meg | 4:51  |
| 8.        | 「ルームガール」                 | meg                         | 樫原伸彦                                    | 樫原伸彦                    | 6:52  |
| 9.        | 「かなわないこと。」             | meg                         | meg                                         | 樫原伸彦                    | 5:58  |
| 合計時間: | 合計時間:                        | 合計時間:                   | 合計時間:                                   | 合計時間:                   | 49:08 |